# Megayoldia montereyensis
Megayoldia montereyensis är en musselart som först beskrevs av Dall 1893.  Megayoldia montereyensis ingår i släktet Megayoldia och familjen Yoldiidae. Inga underarter finns listade i Catalogue of Life.